# Darklands (singolo)
Darklands è un singolo del gruppo musicale britannico The Jesus and Mary Chain, pubblicato il 26 ottobre 1987 come terzo e ultimo estratto dall'album Darklands.
Venne distribuito in vinile 7", 2x7", 10", 12" e CD singolo. Il 10" e il CD vennero intitolati E.P.. Il singolo raggiunse il nº 33 della classifica britannica e il n° 23 di quella irlandese. William Reid fu il produttore di tutte le tracce con Bill Price co-produttore di Darklands e John Loder co-produttore di Rider, On the Wall (Porta Studio Demo), Here It Comes Again e Surfin' USA (April Out-Take).

## Tracce
Testi e musiche di W. e J. Reid, eccetto ove indicato.

### 7"
Lato 1
1. Darklands - 3:07

Lato 2
1. Rider - 2:10
2. On the Wall (Porta Studio Demo) - 3:39

### 2x7" (Edizione speciale)
- Disco 1

Lato 1
1. Darklands

Lato 2
1. Rider
2. On the Wall (Porta Studio Demo)

- Disco 2

Lato 1
1. April Skies
2. Kill Surf City

### 10" e CD intitolatiDarklands E.P.
1. Darklands - 5:23
2. Rider - 2:10
3. Here It Comes Again - 2:30
4. On the Wall (Porta Studio Demo Version) - 3:39

### 12"
Lato 1
1. Darklands - 5:23
2. Rider - 2:10

Lato 2
1. Surfin' USA (April Out-Take) - 2:58 (testo: Wilson - musica: Berry)
2. On the Wall (Porta Studio Demo Version) - 3:39

## Classifiche
| Classifica (1987) | Posizione massima |
| ----------------- | ----------------- |
| Regno Unito       | 33                |
| Irlanda           | 23                |